# Renée Chemet
Renée Henriette Joséphine Chemet (Boulogne-Billancourt, 9 gennaio 1887 – Parigi, 2 gennaio 1977) è stata una violinista francese.

## Biografia
- 1900 Conservatoire national supérieur de musique et de danse Solfège: 1" méd. 1897; Violon: 2 e ace.
- 1903 Conservatoire national supérieur de musique et de danse 1er Prix: diploma.
- 1906, 20 maggio, si sposa con Camille Léo Ernest Decreus (1876-1939), anche amico e pianista accompagnatore di Eugène Ysaÿe
- 1907, tournée in America (Stati Uniti, Canada e Messico) con il marito, pianista Camille Decreus
- Debutta alla Carnegie Hall di New York il 22 marzo 1921, con il Concerto per Violino e Orchestra No.3 Op.61 di Saint-Saëns, con la National Symphony Orchestra diretta da Willem Mengelberg

## Attività
- 1905, 21 dicembre: esegue il Piano Quartetto No.1 Op.15 con il compositore Gabriel Fauré al pianoforte, Lise Blinoff alla viola e Alice Bitsch, al violoncello
- 1911, Dicembre: studia con Jean Sibelius il suo Concerto per Violino, prima di eseguirlo in concerto
- 1906-1920: suona in duo con il marito Camille Decreus, pianista e compositore
- 1919, 21 dicembre: a Parigi, esegue la Symphonie Espagnole Op.20 di Édouard Lalo, sotto la direzione di Philippe Gaubert
- 1924-1930: registra per la Victor, HMV His MAster's Voice[1][2]
- 1932: in Giappone, registra assieme al compositore Miyagi Michio il proprio arrangiamento per violino e kotu di Haru-no-umi.
- 1940, 4 aprile: a Parigi, si esibisce in Duo con la pianista Reine Gianoli[3]
- 1947, 7 novembre: a Parigi, registra per la Radio, la Sonata per Violino e pianoforte in Re maggiore Op.12 di Édouard Lalo[4]